# Papież Jan XXIII (film)
Papież Jan XXIII (org. Papa Giovanni) – film fabularny, wyprodukowany w roku 1999. Opowiada on historię Angela Roncallego od dzieciństwa aż po wybór na papieża, który rozpoczyna odnowę Kościoła.
Film wszedł na światowe ekrany 12 lutego 1999 roku.

## Obsada
- Franco Zeffirelli – Papież Jan XXIII
- Nigel Hawthorne – Kardynał Eugenio Pacelli
- Fabrizio Gifuni – Papież Pius XII
- Michael Müller – Nicola Canali
- Nanni Moretti – Paolo
- Patrick Stewart – Franzo
- Francesco Guccini – Montini, Paweł VI
- Derek Francis – Młody Angelo Roncalli
- Domiziano Arcangeli – Urzędnik w Istambulu
- Alessandra Acciai – Andrea Roncalli
- Ennio Fantastichini – Giovanni Roncalli
- Rupert Grint – Angelino
- Zane Huett – Angelo Roncalli jako małe dziecko
- Robert Knox – Angelo Roncalli jako mały chłopiec

i inni